# Laguna Yolhuitz
A Laguna Yolhuitz é um lago localizado na Guatemala, cuja cota de altitude acima do nível do mar é apreciável. Localiza-se no departamento de Huehuetenango, no município de Santa Cruz Barillas.